# Joseph Cuschieri
Joseph Cuschieri (født 20. februar 1968) er en maltesisk politiker fra Partit Laburista (Arbejderpartiet) og nuværende maltesisk ambassadør i Grækenland. Cuschieri var medlem af det maltesiske parlament fra 1998 til 2008. Her afgav han frivilligt sin post til den nyvalgte leder af Arbejderpartiet, Joseph Muscat, der ikke sad i parlamentet på det tidspunkt. Efterfølgende blev Cuschieri i 2011 valgt som ekstra medlem af Europa-Parlamentet, hvor han indgår i parlamentsgruppen S&D. Malta fik ret til et ekstra medlem af parlamentet efter indgåelsen af Lissabontraktaten i 2009, men effektuerede først dette to år senere. 